# Radziłów (gromada)
Radziłów – dawna gromada, czyli najmniejsza jednostka podziału terytorialnego Polskiej Rzeczypospolitej Ludowej w latach 1954–1972.
Gromady, z gromadzkimi radami narodowymi (GRN) jako organami władzy najniższego stopnia na wsi, funkcjonowały od reformy reorganizującej administrację wiejską przeprowadzonej jesienią 1954 do momentu ich zniesienia z dniem 1 stycznia 1973, tym samym wypierając organizację gminną w latach 1954–1972.
Gromadę Radziłów z siedzibą GRN w Radziłowie utworzono – jako jedną z 8759 gromad – w powiecie grajewskim w woj. białostockim, na mocy uchwały nr 15/V WRN w Białymstoku z dnia 4 października 1954. W skład jednostki weszły obszary dotychczasowych gromad Radziłów, Karwowo, Brodowo i Janowo ze zniesionej gminy Radziłów w tymże powiecie. Dla gromady ustalono 21 członków gromadzkiej rady narodowej.
31 grudnia 1959 do gromady Radziłów przyłączono obszar zniesionej gromady Mścichy.
1 stycznia 1969 do gromady Radziłów przyłączono wsie Borawskie-Awissa, Czerwonki, Kieliany, Konopki-Awissa, Kownatki i Kramarzewo ze zniesionej gromady Czerwonki.
Gromada przetrwała do końca 1972 roku, czyli do kolejnej reformy gminnej. Z dniem 1 stycznia 1973 roku reaktywowano gminę Radziłów.